# استعمار استيطاني

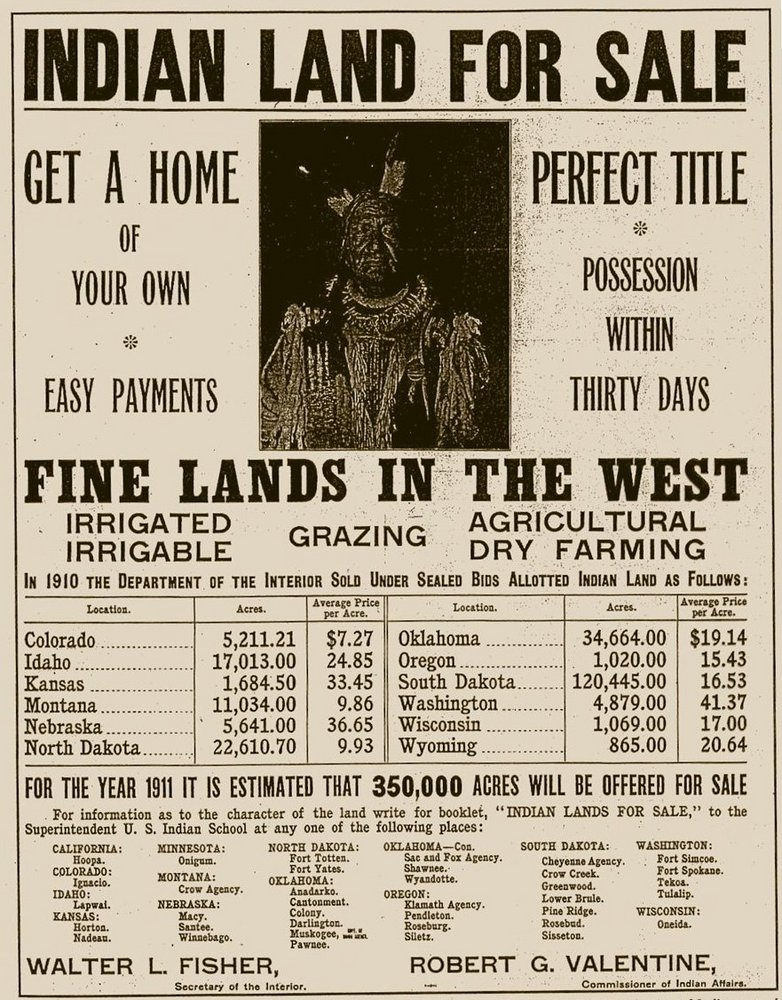
إعلان من عام 1911 لبيع أراضي السكان الأصليين في الولايات المتحدة الأمريكية، وذلك بتبعات قانون دوز

الاستعمار الاستيطاني هو الاستيلاء على الأرض واستغلال سكانها واقتلاعهم من أراضهم وديارهم بالإبادة أو التهجير، فهو يحول البلاد التي يستعمرها إلى أرض جديدة ليمارس السيطرة المطلقة عليها من خلال المستوطنيين. فالاستيطان هو أن يقوم مستعمِرون باستيطان أرض خارج حدود دولتهم بتأييد من دول أوروبا الاستعمارية، فقد تم نقْلُ سكان من أوروبا إلى المناطق «المكتشفة» المستعمَرة في العالم والخالية من الحضارة الأوروبية، كأميركا وأستراليا. وحصل المستوطنون على الأرض وأبادوا أو عزلوا سكانها الأصليين. وتنبثق الطبيعة العنصرية للاستعمار الاستيطاني من إيمان المستوطنين بتفوقهم الحضاري واحتقارهم للسكان الأصليين، وشعورهم بالتفوق عليهم وتمدينهم بالقوة.
هو أخطر وأقسى أنواع الاستعمار، فالاستعمار العادي الذي مارسته كثير من الإمبراطوريات الاستعمارية قديما وحديثا يحتل الأرض لينهب خيراتها وليجعلها قاعدة لأمن «المركز» الذي جاءت منه جيوشه وليستغل شعوب البلاد المحتلة.
يعمل المستوطنون على استعمار الأرض من السكان الأصليين واستعمارها والسيطرة عليها وترحيل السكان الأصليين خارج الحدود إلى الدول المجاورة أو الاقصاء أو الإبادة أو المحو. فالمستوطنون غرباء جاؤوا من وراء البحار واستقروا في أراض ليست لهم وهدفهم زيادة الهجرة وزيادة الأراضي المغتصبة وكسر إرادة السكان الأصليين بالقوة والإرهاب والإبادة والعنصرية. ويعمل الكيان الاستيطاني على تشجيع الهجرة، هجرة البيض، وازدواجية الجنسية. ويترافق تشجيع الهجرة مع عملية تهجير (ترحيل) السكان الأصليين وحصر ملكية الأرض بالأوروبيين، فملكية الأرض تنتقل من السكان الأصليين إلى المستوطنين.
وتدّعي النظم الاستيطانية بأنها نظم ديمقراطية، وهي في الحقيقة ديمقراطية للمستوطنين فقط ونظم إرهابية وعنصرية تجاه السكان الأصليين. وتتجلى عنصرية المستوطنين وإغراقهم في التمييز العنصري والإبادة باستخفافهم بحقوق وحياة وكرامة السكان الأصليين، فارتكاب المجازر حدث طبيعي في سلوكهم وممارساتهم وثبت بجلاء التحالف الاستراتيجي بين أنظمة الاستعمار الاستيطاني والدول الاستعمارية.
وتحتل عملية الاستيلاء على الأرض مكان الصدارة في الصراع بين المستوطنين وسكان البلاد الأصليين، تماماً كما فعلت فرنسا في الجزائر وكما فعلت ألمانيا في فرنسا والنظام العنصري السابق في جنوب أفريقيا وروديسيا. وشكل الاستعمار الاستيطاني جزءاً لا يتجزأ من الاستعمار التقليدي في كينيا والجزائر وأنجولا.
يتعارض الاستعمار الاستيطاني مع مبادئ القانون الدولي المعاصر التي تؤكد على ضرورة إنهاء الاستعمار بكافة أشكاله، وفي مقدمتها الاستعمار الاستيطاني الذي يشكل أبشع وأخطر أنواع الاستعمار. فأنظمة الاستعمار الاستيطاني بحكم نشأتها الاستعمارية، وطبيعتها العنصرية، وممارساتها الوحشية تنتهك أحكام ومبادئ القانون الدولي وأهم العهود والمواثيق والاتفاقات الدولية، وتخالف قرارات الأمم المتحدة ولا تلتزم بتنفيذها، وبشكل خاص قرار الجمعية العامة للأمم المتحدة الصادر في عام 1960 حول «منح الاستقلال للبلدان والشعوب المستعمرة وتصفية الاستعمار». ويعترف القانون الدولي والأمم المتحدة بشرعية كفاح الشعوب الرازحة تحت السيطرة الاستعمارية والأجنبية، وبشرعية الكفاح بكافة الوسائل بما فيها المقاومة والكفاح المسلح لنيل الاستقلال وحق تقرير المصير وكنس الاستعمار بشكليه التقليدي والاستيطاني.

## ظهور المفهوم ودراسته أكاديمياً
بدأ منذ منتصف التسعينيات من القرن الماضي تبلور حقل جديد يعنى بدراسة الاستعمار الاستيطاني الذي أخذ يتبلور بدوره إطار نظري ومقولة تحليلية يتم تمييزها بدورها عن الاستعمار الكلاسيكي\ الاستغلالي. ومن أبرز الاسهامات الأكاديمية التي تمثلت في هذا المجال هو تأسيس مجلة دراسات الاستعمار الاستيطاني عام 2010،، وقد تضمنت المجلة، مقدمة استعرضت فيها أهداف المجلة وتأسيسها ومضمون المقالات التي سوف يتضمنها العدد الذي أصدر عن المجلة عام  2011 عملت المجلة من خلال هذه المقدمة التي نشرت خلال عام 2011 موضعة فلسطين كحالة ما زالت تحت الاستعمار الاستيطاني لليوم، وأهمية دراسة وفحص ذلك على المستوى الاكاديمي والمعرفي وعدم إبقاء الاستعمار الاستيطاني خارج حقل الدراسات الفلسطينية، يضاف إلى ذلك هدف العدد ككل من المجلة وهو النطرة إلى مفهوم الاستعمار الاستيطاني ليس فقط كحالة موجودة فقط وإنما كجزء من السياسيات الحيوية المستمرة لليوم. إضافة إلى وجود عدة منظرين عملوا على تقديم تأطير نظرية في هذا الاتجاه مِنهم: سوزان بدرسون. باتريك وولف. آني كومبز كارولين أليكنز. ولورينسي فرتشيني.
وعند الحديث عن الاستعمار الاستيطاني ومحاولة تفرقته عن الاستعمار الاستغلالي، فإن الحديث يكون حول الهدف وأداة نوع الاستعمار، إضافة إلى الكيفية التي يمارس بها وجوده ويعرفه: ففي الاستعمار الاستغلالي فإن الهدف من الأرض والمستعمَر هو استغلال وجوده في الأرض المستعمَرة من أجل الربح وخدمة المستعمِر التابع لمركز الدولة المستعمِرة خارج الأرض التي تم استعمارها. بينما الاستعمار الاستيطاني فإنه تركيزه يكون على الأرض والسيطرة والتوسع فيها، إضافة إلى شعار المستوطنين تجاه السكان الأصليين «ارحلوا من هنا» وذلك استناداً للهدف الأساسي، ولكن مع التحولات العديدة التي مرت بها منظومة الاستعمار الاستيطاني وتكيفها مع التحولات الجديدة تم تحويل شعار «ارحلوا من هنا» إلى تكييفه بطرق جديدة من أجل السيطرة على المستعمَرين عبر محاولات دمجهم واستيعابهم من أجل ضبطهم، أو محاولات اقصاؤهم وحصرهم في محميات وعزلهم، فالمحو والاقصاء في الاستعمار الاستيطاني لم يعد كجرد إزالة مادية فقط لا غير بل ارتبط بكل الأشكال المعنوية والثقافية المرتبطة بالمستعمَر، وذلك بسبب وجود السكان الأصلانيين الذين يجب التعامل مع مادية وجودهم بمختلف أدوات السيطرة لا عبر المحو المادي المباشر فقط لا غير. ويمكن أخذ عدة امثلة على الاستعمار الاستيطاني منها: أستراليا، والمشروع الصهيوني الذي ما زال موجوداً لليوم.
يمثل الاستعمار الاستيطاني مشروعاً يسعى للبحث عن السيادة على الأرض وإعادة هندستها سياسياً واجتماعياً وثقافياً بالشكل الذي يخدم المشروع الاستيطاني، الذي يعمل على تأسيس وجوده على أرض سكان أصلانيين آخرين، ويأتي هذا العمل عبر فرتة زمنية مستمرة وطويلة فيعمل المشروع على تطوير نفسه بشكل مستمر من اجل أن يضمن بقاؤه. وفي ذلك فإن الاستعمار الاستيطاني يركز على كيفية التعامل مع المستعمَرين الموجودين على الأرض المُراد السيطرة عليها، ويكون هذا التعامل من خلال محوهم، إزالتهم، حصرهم، أو ضبطهم من اجل التأكد من عملية السيطرة عليهم. ومن اجل فهم الاستعمار الاستيطاني يجب فهم الموروثات العالمية من الامبريالية العالمية والاستعمار العالمي، ولا يمكن فهم حالات الاستعمار الاستيطاني بعزل عن التحولات التي مر بها العالم من الحالة الاستعمارية. ومن الأمثلة على الاستعمار الاستيطاني: كندا والولايات المتحدة وأستراليا وجنوب إفريقيا، المشروع الصهيوني «إسرائيل».
لم تتوقف الاسهامات حول مفهوم الاستعمار الاستيطاني عند حد تفكيك المفهوم نظرياً وكتحليل عند حد فحص رغبة المشروع في السيطرة على الأرض فقط، بل عملت الاسهامات إلى المرور نحو ما بعد الرغبة في السيطرة على الأرض كهدف أساسي وهو موقعية الاستعمار الاستيطاني كجزء من السياسات الحيوية التي تعكس بدورها سياسات الدولة الحديثة في الممارسة، وهدف الربط بين السياسات الحيوية والاستعمار الاستيطاني هو تطور وتكيف أدوات هذه المنظومة مع التطورات الحداثية الجديدة وذلك في عملية ضبط السكان وممارسة القوة عليهم عبر الضبط وهي الفكرة التي فحصها ميشيل فوكو بدراسته للسلطة الحيوية.

## في العالم القديم

### الإغريق
حين دخلت القبائل الدُورية البلاد اليونانية هاجر كل من يستطيع أن يهاجر من أصحابها هاربًا إلى آسيا الصغرى شرق بحر إيجة، حيث استوطنوا شمالها وجنوبها ووسطها، لما لقوه من قتل وتعذيب من قبل الدُوريين، ولصعوبة العيش في ظل وجودهم، وبعد أن امتزجت القبائل الدُورية مع من بقي من سُكان البلاد اليونانية مدة قرنين ومع ازدياد العدد السكاني أصبح العيش شبه مستحيلاً في الأرض اليونانية مما أدى إلى خروج الكثير من السُكان الممزوجين ما بين اليونان الأصليين والدُوريين إلى بلدان أخرى يستوطنوها بحثًا عن حياة سياسية واقتصادية واجتماعية أفضل، فالوضع أصبح لا يُطاق بالنسية لهم إذ تغيرت أشياء كثيرة في حياتهم وانتفلوا من حال إلى حال آخر، فمن الناحية السياسية تغير الحُكم من النظام الملكي إلى النظام الأرستقراطي الأمر الذي جعل الحُكم في أيدي كبار الأسر دون سواهم، والذي تسبب في جعل فجوة طبقية بين عامة الشعب الفقراء وبين هؤلاء المُتحكمين الأغنياء من الناحية الاجتماعية ما جعل هنالك إحساس لدى هؤلاء الفقراء من عامة الشعب بأنهم أقل بكثير من هؤلاء الأرستقراطيين، كما أنهُ بعد استيلاء هؤلاء الأرستقراطيين على الأراضي الزراعية من الناحية الاقتصادية أبعدوا العُمال الأحرار الذين كانوا يعملوا بهذه الأراضي بأجر واستبدلوهم بعبيد كانت أجورهم أقل بكثير منهم، وبالتالي أصبحوا عاطلين بلا عمل، كما أن صغر الأرض اليونانية كما ذكرنا وضيقها كان لهُ أثره في الهجرة إذ بعد دخول الدُوريين ازداد العدد وأصبحت الأرض صغيرة على كليهم ما ساهم في محاولتهم الاستيطان، وتوزعت هذه المستوطنات ما بين بلاد العالم القديم، مصر، وجزيرة قبرص، وجنوب إيطاليا، وجزيرة صقلية.